# Thryptomene naviculata
Thryptomene naviculata là một loài thực vật có hoa trong Họ Đào kim nương. Loài này được J.W.Green miêu tả khoa học đầu tiên năm 1980.